# Timiskaming Professional Hockey League

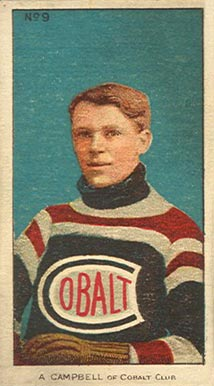
Angus Campbell i Cobalt Silver Kings tröja.

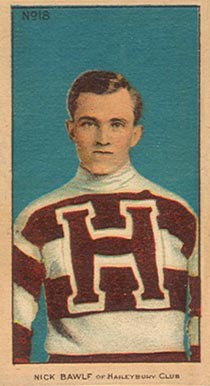
Nick Bawlf i Haileybury Hockey Clubs tröja.

Timiskaming Professional Hockey League, TPHL, var en kanadensisk professionell ishockeyliga verksam i Ontario åren 1906–1911.

## Historia
TPHL bestod av lag från gruvdistrikten runt sjön Lake Timiskaming, på franska Lac Témiscamingue, i östra Ontario på gränsen till Quebec. Två av lagen i TPHL, Cobalt Silver Kings och Haileybury Hockey Club, ägdes av gruvmagnaten Ambrose O'Brien som säsongen 1910 tog med sig lagen till den nybildade ligan National Hockey Association, föregångarligan till NHL. Cobalt Silver Kings och Haileybury Hockey Club spelade en säsong i NHA innan de återvände för en sista säsong i TPHL 1910–1911.
Lagen i TPHL, framförallt Cobalt Silver Kings och Haileybury Hockey Club, lånade in flera så kallade "ringers", lånespelare, från andra ligor för att spela i ligan samt i utmanarmatcher. Vid ett tillfälle erbjöd sig de regerande Stanley Cup-mästarna Montreal Wanderers från ECHA till och med att hyra ut hela sin spelartrupp, för ett pris av 5000 dollar, till Haileybury Hockey Club för en match mot Cobalt Silver Kings. Haileybury antog dock inte erbjudandet utan spelade med sitt ordinarie lag.
Några namnkunniga spelare som spelade i TPHL var Harry Smith, Tommy Smith, Bobby Rowe, Joseph "Chief" Jones, Horace Gaul, William "Lady" Taylor, Skene Ronan, Bruce Ridpath, Art Ross och Newsy Lalonde.

## Lagen
- Haileybury Hockey Club 1906–1909, 1910–1911
- Cobalt Silver Kings 1906–1907, 1908–1909, 1910–1911
- Latchford Professionals 1906–1907
- New Liskeard 1907–1910

## Säsonger
| Säsong    | Lag                                                                                | Mästare             |
| --------- | ---------------------------------------------------------------------------------- | ------------------- |
| 1906–1907 | Haileybury Hockey Club, Cobalt Silver Kings, New Liskeard, Latchford Professionals |                     |
| 1907–1908 | Haileybury HC, New Liskeard                                                        | New Liskeard        |
| 1908–1909 | Haileybury HC, Cobalt Silver Kings, New Liskeard                                   | Cobalt Silver Kings |
| 1910–1911 | New Liskeard, Haileybury HC, Cobalt Silver Kings                                   |                     |

Källa: SIHR på sihrhockey.org